# Cylindrolepas sinica
Cylindrolepas sinica is een zeepokkensoort uit de familie van de Coronulidae. De wetenschappelijke naam van de soort is voor het eerst geldig gepubliceerd in 1980 door Ren.